# Metro de Honolulu
El Metro de Honolulu (anglès: Honolulu Rail Transit) és un sistema de transport ferroviari urbà actualment en construcció al comtat de Honolulu, Hawaii, EUA.
El sistema, majoritàriament elevat, presenta elements de disseny tant de metro convencional com de metro lleuger, i de tren de rodalies a les estacions suburbanes. Es convertirà en el primer sistema de metro públic a gran escala dels Estats Units a comptar amb portes d'andana i no tenir conductor.
L'obertura de la primera fase del projecte, que uneix East Kapolei i l'Estadi Aloha, està programada per a l'abril del 2022. La segona fase, projectada per al 2025, continuarà cap a l'est, unint l'estadi esmentat amb el Centre Ala Moana, travessant el centre de la ciutat.
Després del metro de Sydney, és la segona xarxa de metro més antiga i la segona més gran d'Oceania.
| Mapa de ruta esquemàtic per al Metro de Honolulu quan estigui complet, incloses les extensions proposades als extrems est i oest del sistema. |                       |          |                           |                                |                   |                                     |
| Línia | Línia                 | Longitud | Terminals                 | Terminals                      | Inauguració       | Ref.                                |
| 1 | West Oahu-Farrington  | 11,1 km  | East Kapolei              | Pearl Highlands                | 2022 (projectat)  | [ 3 ] [ 4 ] [ 5 ] [ 6 ] [ 7 ] [ 8 ] |
| 2 | Kamehameha Highway    | 6,3 km   | Pearl Highlands           | Aloha Stadium                  | 2022 (projectat)  | [ 9 ] [ 10 ] [ 11 ]                 |
| 3 | Airport               | 8,2 km   | Aloha Stadium             | Middle Street                  | 2031 (projectat)  | [ 12 ] [ 13 ] [ 14 ] [ 15 ]         |
| 4 | City Center           | 6,6 km   | Middle Street             | Ala Moana Center               | 2031 (projectat)  | [ 12 ] [ 16 ]                       |
| Les seccions d'extensió següents no estan finançades i no tenen una data de finalització programada:                                          |                       |          |                           |                                |                   |                                     |
| extensió West Kapolei | extensió West Kapolei |          | West Kapolei              | East Kapolei                   | sense finançament | [ 17 ]                              |
| extensió UH Mānoa | extensió UH Mānoa     |          | Ala Moana Center o Iwilei | University of Hawaiʻi at Mānoa | sense finançament | [ 17 ] [ 18 ]                       |
| extensió Waikīkī | extensió Waikīkī      |          | Ala Moana Center          | Liliʻuokalani Avenue           | sense finançament | [ 17 ]                              |
| extensió Salt Lake | extensió Salt Lake    |          | Aloha Stadium             | Middle Street                  | sense finançament | [ 17 ]                              |

## Història

### Debat
Durant més de 40 anys, el debat sobre el desenvolupament d'un sistema ferroviari a Honolulu ha estat un punt important de discussió a la política local, especialment als cicles electorals del 2008, 2012 i 2016. Els defensors del sistema diuen que alleujarà l'empitjorament de la congestió del trànsit, que ja es troba entre els pitjors als Estats Units. Afirmen que l'aglomeració urbana al sud d'Oahu és ideal per al ferrocarril, ja que està limitada per les muntanyes a una franja estreta al llarg de la costa, que estarà ben comunicada per una sola línia de ferrocarril i que en té la quarta major densitat de població dels Estats Units.

### Finançament i construcció
El projecte es finança mitjançant un recàrrec sobre els impostos locals així com una subvenció de 1.550 milions de dòlars de l'Administració Federal de Trànsit (TLC). Després de grans sobrecostos, els recàrrecs fiscals es van estendre el 2016 per cinc anys per recaptar 1.200 milions més; no obstant, aquest finançament addicional només va ser suficient per a la construcció de Middle Street a Kalihi. El TLC va declarar que la seva contribució està supeditada a la finalització de la línia fins al Centre Ala Moana i no s?incrementarà. Després de moltes disputes, la legislatura estatal el 2017 va aprovar 2.400 milions de dòlars en impostos addicionals per permetre que la ciutat completi el projecte d'acord amb el pla original.
La construcció de la secció final de 6,9 km a través del centre de Honolulu, que s'espera que sigui la més difícil de construir, no ha començat. El procés de selecció de contractistes per a aquesta secció es va reiniciar el setembre del 2017 i s'espera que demori divuit mesos. El primer contracte important per a aquesta secció, un contracte de 400 milions de dòlars per reubicar els serveis públics per aclarir el camí de la línia, es va adjudicar el maig del 2018.
El cost final ha augmentat de projeccions preliminars de 4.000 milions de dòlars el 2006 a entre 9.000 milions i 10.000 milions el 2017. Els crítics han demanat una auditora forense per establir la causa de laugment. La legislació d'augment d'impostos aprovada el 2017 també requereix que l'auditor estatal faci una auditoria dels comptes del projecte i consideri alternatives per completar el sistema.

## A la cultura popular
- A la pel·lícula estatunidencojaponesa del 2014, Godzilla, el monstre MUTO ataca i destrueix un tren i un viaducte del Metro d'Honolulu, que en realitat estava en construcció en aquell moment.[19][20]